# Белобрешка
Белобрешка (рум. Belobreşca) је насеље у општини Пожежена, која припада округу Караш-Северин у Румунији. Насеље је значајно по присутној српској националној мањини у Румунији.

## Положај насеља
Село Белобрешка се налази уз Дунав, у румунском делу Ђердапа (код месних Срба познат као Банатска клисура). Изнад насеља издижу се Банатске планине.

## Историја
По "Румунској енциклопедији" место се први пут помиње након ослобођења Баната од Турака. Ту је 1717. године записано 22 дома. Убрзо је извршена колонизација Немаца, који су се 1738. године током рата одселили. На њихово место су дошли преко Дунава избегли Срби, који су велика већина до наших дана. Царски ревизор Ерлер 1774. године погрешно констатује да је Белобрешка милитарско насеље претежно насељено Власима, налази се у Ракаждијском округу, Новопаланачког дистрикта.
Претплатници једне српске књиге били су 1840. године у Белобрешки, парох поп Тома Богдановић и учитељ Гаврил Филиповић.
Године 1905. Белобрешка је мала општина у Новомолдавском срезу. Ту живи 1.029 становника у 162 дома, и сви су српски. Од јавних здања помињу се српска православна црква и комунална школа. У месту функционишу пошта и брзојав. Парохијске филијале су Дивић и Сушка. Дивић је мала општина, има 741 становника у 105 кућа. Све су Срби и посед је сав њихов. Сушка је такође мала општина, са 585 становника у 143 дома. Али овде не живе само Срби; њих има 285 са 71 кућом. Њена општина даје парохијску сесију од 34 кј. земље за издржавање пароха.

## Становништво
По последњем попису из 2002. године село Белобрешка имало је 656 становника. Последњих деценија број становника опада.
Село је од давнина било било претежно српско, што је сачувано до данас. Национални састав на појединим пописима био је следећи:
| Година пописа | 1910. год.  | 1992. год.  | 2002. год.  |
| Укупно ст.    | 1.047       | 712         | 656         |
| Срби          | 990 (94,6%) | 622 (87,4%) | 565 (86,1%) |
| Румуни        | 7 (55,7%)   | 83 (11,7%)  | 86 (13,1%)  |
| остали        | 30 (2,9%)   | 7 (1,0%)    | 5 (0,8%)    |

## Религија
Православно парохијско звање је основано 1770. године, а црквене матичне књиге се воде од 1778. године. То насеље има 1846. године 459 православних становника. У месту је православна Вазнесенска црква, при којој служе пароси Тома Богдановић и Тома Лазић. Народну школу 1846. године похађа 50 ученика, којима предаје учитељ Никола Лазић. Месној школи припадале су и две школе - филијале, из места Дивич (са 400 душа) и Сушка (са 459 душа). У Дивичу је било 35 ђака са учитељем, ђаконом Константином Којићем. А у Сушки има 40 ученика а учитељ им је био Јован Вујић.
По подацима Митрополије карловачке 1865. године Белобрешка има 1200 православних становника Срба, са једном парохијом пете платежне класе.
Први опис православне цркве потиче из 1757. године. Радило се о храму од плетера посвећеном празнику Вазнесења Господњег или Спасовдану, који је подигнут 1749. године. Градња новог пространог храма од камена окончана је 1797. године. Била је то највећа грађевина у Дунавској клисури тада. Велики радови у унутрашњости храма 1937. године, резултирали су уклањањем старог зиданог темпла. Нову дрвену иконостасну преграду резао је Јосиф Босиок, а осликао иконе на њему 1958. године мештанин Франц Вајнхепл. Из старог храма сачуване су појединачне иконе старих зографа. У новије време зидни живопис је урадио Раденко Јакшић из Шапца. У Белобрешки је 1905. године српска црквена општина са редовном скупштином под председништвом Андреје Деспотовића. Парохија је пете платежне класе, без парохијског дома, а парохијска сесија износи 27 кј. земље. Парох је поп Александар Тошковић, родом из Врачевгаја, а у месту служи већ 33 године.

## Образовање
Белобрешка школа је од 1879. године комунална. Има једно школско здање грађено 1848. године. Почетком 20. века председник Школског одбора је Коста Павловић, а старатељи Жива Стојковић и Јован Пири. Учитељица 1905. године је Илона Дивид родом из места. Служи у родном селу од 1900. године, стално је намештена са декретом. Редовну наставу похађа 110 ђака, а у пофторну школу иде 53 ученика старијег узраста.
У Новом Саду су 1825. године тамошњи гимназисти четвртог разреда изводили као дружина, позоришне представе. То је покренуо Нићифор Атанацковић, за време летњих ферија, а међу младим глумцима налазио се Јован Крестић из Белобрешке.
Претплатник српске књиге из Белобрешке био је 1844. године поп Тома Богдановић, за сина ученика препаранта. Поп Тома је то био и 1830. године.
У Белобрешки је 1934—1935. године била активна Народна књижница и читаоница. Одржавала је ова контакте са српским институцијама у Краљевини Југославији, и тражила од њих помоћ у српској литератури.
У месту је 10. августа 1944. године под неразјашњеним околоностима убијен истакнути становник правник Жарко Деспотовић. У центру места, му је уз друге жртве рата, подигнут споменик.
Настојањем Савеза Срба у Румунији, у Белобрешки је отворен "Српски културни центар" - за усмеравање књижевних и уопште културних настојања Срба у Банатској клисури, на свом матерњем језику.

## Познате личности
- Славомир Гвозденовић, румунски и српски књижевник и политичар